# Каллё, Лука
Лука Каллё Карстенсен (дат. Luka Callø Carstensen; 10 июня 2006, Скёдструп) — датский футболист, защитник клуба «Орхус», выступающий на правах аренды за клуб «Колдинг».

## Клубная карьера
Каллё перешёл в академию «Орхус» из клуба «Скёдструп». Каллё прошёл через академию и зимой 2024 года получил игровое время во всех шести матчах в датской Суперлиге.
14 апреля 2024 года Каллё официально дебютировал за «Орхус» в матче датской Суперлиги против «Брондбю», выйдя на замену за 10 минут матча. Помимо своего дебюта, он провёл еще два матча до окончания сезона.
Летом 2024 года Каллё подписал новый контракт до июня 2028 года и был переведён в первую команду.
3 февраля 2025 года, в день крайнего срока трансферного окна, было подтверждено, что Каллё присоединился к датскому клубу 1-го дивизиона «Колдинг» на правах аренды до конца 2025 года.